# اساناتولیا
اساناتولیا (به ایتالیایی: Esanatoglia) یک کومونه در ایتالیا است که در استان ماچه‌راتا واقع شده‌است.

## خصوصیات
اساناتولیا ۴۷ کیلومترمربع مساحت و ۲٬۰۹۹ نفر جمعیت دارد و ۴۹۵ متر بالاتر از سطح دریا واقع شده‌است.